# Бенес Маремн
Бенес Маремн (фр. Bénesse-Maremne) насеље је и општина у југозападној Француској у региону Аквитанија, у департману Ланд која припада префектури Дакс.
По подацима из 2011. године у општини је живело 2372 становника, а густина насељености је износила 126,91 становника/km². Општина се простире на површини од 18,69 km². Налази се на средњој надморској висини од 17 m метара (максималној 25 m, а минималној 1 m m).

## Демографија
| 1962. | 1968. | 1975. | 1982. | 1990. | 1999. | 2011. |
| ----- | ----- | ----- | ----- | ----- | ----- | ----- |
| 988   | 1.089 | 1.070 | 1.175 | 1.471 | 1.752 | 2.372 |

График промене броја становника у току последњих година